# Triangulierung (Psychoanalyse)
Triangulierung beschreibt in der Psychoanalyse das Hinzutreten eines Dritten zu einer Zweierbeziehung. Der Begriff wurde von Ernst Abelin (1933–2023) geprägt, um den Übergang von der in der psychoanalytischen Objektbeziehungstheorie erforschten frühen Mutter-Kind-Beziehung zum Ödipuskonflikt, bei dem Sigmund Freud angesetzt hatte, beschreiben zu können.
In Abelins Sinn wird der Begriff in den Therapierichtungen Psychoanalyse, Tiefenpsychologie und Entwicklungspsychologie verwendet.
In der Systemischen Familientherapie wird Triangulierung abweichend als dysfunktionale Beziehung(en) unter Dreien bezeichnet, siehe Triangulierung (Familientherapie). 

## Triangulierung in der Psychoanalyse

### Die „frühe Triangulierung“ nach Abelin
Ernst Abelin stellte 1971 das Konzept der „frühen Triangulierung“ vor, das von der Mutter als erster und bedeutungsvollster Bezugsperson ausgeht. Der Vater wird Abelin zufolge vom Kleinkind „ersehnt“, um sich von ihm die Welt außerhalb des mütterlichen Bereiches zeigen und erschließen zu lassen. Ist die Beziehung mit der Mutter zu eng oder zu enttäuschend, so bekommt der Vater die Position des „Dritten“, der eine Distanz ermöglicht, ohne dass die Mutter endgültig verlassen werden muss.
Mit Hilfe des Vaters kann das Kind im günstigsten Fall lernen, dass die Loslösung von der Mutter nicht illoyal ist, nicht das Fallen ins Nichts bedeutet, und dass aggressive Gefühle gegenüber der Mutter erlaubt sind. Der Dritte (der Vater) hilft also dem Kind, über die Unvollkommenheit des dyadischen Partners (der Mutter) hinwegzukommen. So kann es die gegensätzlichen Gefühle von Liebe und Aggression gleichzeitig bestehen lassen und ertragen lernen.
Die frühe Triangulierung mit 18 Monaten stellt in dieser psychoanalytischen Objektbeziehungstheorie den wichtigsten von fünf Entwicklungsschritten dar, durch die das Kind jeweils auch neue geistige und soziale Fähigkeiten gewinnt. Abelin entwickelte daraus das Organisator- und Triangulierungsmodell, das die gesamte menschliche geistige und psychische Entwicklung als aus mehreren Triangulierungsstufen aufgebaut versteht.
Fachlich ausgedrückt findet die „frühe Triangulierung“ nach Abelin im Trennungs-Individuierungsprozess der Kindheit statt und bezeichnet den Prozess der Erweiterung der Dyade zur triadischen sozialen Beziehung. Indem der Vater dem Kind als triangulierender Dritter zur Verfügung steht, hilft er ihm, den symbiotischen Konflikt mit der Mutter zu lösen, bereitet den Weg für die Ablösung und Individuation.
Ähnliche etwa zeitgleiche Sichtweisen beschreiben Hans W. Loewald und Margaret Mahler, die ebenfalls die Bedeutung des präödipalen Vaters als triangulierendem Dritten hervorheben.
Bei späteren Autoren (Ermann, Rotmann, Rohde-Dachser, Lacan, J. Chasseguet-Smirgel, A. Green), aber auch implizit schon bei Melanie Klein wird das Konzept der frühen Triangulierung erweitert. Sie gehen davon aus, dass die Fähigkeiten zur Triangulierung angeboren seien und bereits mit der Geburt einsetzen. Die „ausschließende Symbiose und Dyade“ zwischen Mutter und Kind wird hier nicht als normales Entwicklungsstadium betrachtet, sondern als ein pathologisches Problem. Das würde den traditionellen Konzepten von Rollenverhältnissen und Vaterbild widersprechen.
Nach neuen Konzeptualisierungen (D. Bürgin, M. Rotmann, K. v. Klitzing), die als Ergebnis aus Beobachtungsstudien hervorgehen, wird der Vater als gleichwertig neben der Mutter gesehen und die Triade als eine Urform menschlicher Beziehungsmuster.

### Zur Rolle des Vaters in der klassischen Psychoanalyse
Der klassischen Psychoanalyse zufolge gewinnt der Vater Bedeutung für das kleine Kind, indem er ihm hilft, sich von der Mutter abzulösen und den Ödipuskonflikt zu bewältigen. In der ödipalen Phase begehrt der Sohn die Mutter und rivalisiert deshalb mit dem Vater. Da er die Mutter jedoch nicht gewinnen kann, löst er diesen Konflikt, indem er sich allmählich mit dem Vater identifiziert und versöhnt. So kann auch im Rahmen der klassischen Psychoanalyse die Triangulierung durch den Vater als notwendiger, äußerer Umstand betrachtet werden, der für die kindliche Entwicklung erforderlich ist. Diese Entwicklung kann im günstigsten Fall in den ersten Lebensjahren erreicht werden und betrifft die Verinnerlichung von drei „ganzen“ Objektbeziehungen. „Ganz“ sei hier verstanden als: inklusive aller auch gegensätzlichen Anteile eines jeweiligen Objektes („gute“ und „böse“ etc.). Diese drei Objekte/Objektbeziehungen betreffen die Beziehungen des Kindes 1) zur Mutter, 2) zum Vater und 3) die Beziehung der Eltern zueinander.
Die psychoanalytische Objektbeziehungstheorie sieht auch schon in der frühen Kindheit die triadischen Beziehungen als wirksam und nicht nur die dyadische. Melanie Klein, eine frühe Objektbeziehungstheoretikerin, vertrat z. B., dass der Ödipuskomplex bereits in der ganz frühen (bis dahin als „präödipal“ angesehenen) Kindheit bestehe.

### Misslungene Triangulierung
Misslungene Triangulierung liegt im Verständnis der Psychoanalyse dann zugrunde, wenn in irgendeiner Form die Ablösung von den Eltern (Autonomie-Entwicklung) eines Menschen nicht vollzogen ist. Hätte dieser Mensch als Kind die Möglichkeit gehabt, mittels eines triangulierenden Dritten eine „zweite Meinung“ einzuholen, so hätte er sich eine eigene, unabhängige Meinung zu einem vorliegenden Problem bilden können.

### Direkte und umgekehrte Triangulierung
Der Psychoanalytiker Otto F. Kernberg sieht eine von ihm so genannte „direkte Triangulierung“ als Voraussetzung einer normalen Liebesbeziehung an. Direkte Triangulierung meint die unbewusste Phantasie beider Partner von einem ausgeschlossenen Dritten, einem Rivalen des jeweils eigenen Geschlechts, der den elterlichen Konkurrenten aus der ödipalen Phase verkörpert. In diesem Sinne reinszeniert der Sexualakt in der Liebesbeziehung die Überschreitung des ödipalen Verbots und Triumph über den ödipalen Rivalen.
Eine „umgekehrte Triangulierung“ liegt dagegen vor, wenn einer der Partner sich real mit einem anderen Menschen als dem Partner sexuell einlässt, um auf diese Weise eine Situation zu erzeugen, in der er von zwei Personen zugleich begehrt wird. Die Phantasie der umgekehrten Triangulierung erwächst aus rachsüchtigen oder kompensatorischen Motiven und nimmt unbewusst auch Rache am entsprechenden Elternteil.